# Оњакс
Оњакс (фр. Augnax) је насељено место у Француској у региону Миди Пирене, у департману Жерс.
По подацима из 2011. године у општини је живело 93 становника, а густина насељености је износила 23,25 становника/km².

## Демографија
| 1962. | 1968. | 1975. | 1982. | 1990. | 2011. |
| ----- | ----- | ----- | ----- | ----- | ----- |
| 88    | 72    | 66    | 54    | 63    | 93    |